# الشيطان والخريف (فلم)
الشيطان والخريف  فيلم تشويق وإثارة مصري للمخرج أنور الشناوي ، كتب القصة والسيناريو والحوار رأفت الخياط. الفيلم من بطولة رشدي أباظة، سناء جميل، سامية جمال، صلاح قابيل، نادية الشناوي، وتوفيق الدقن. تدور الأحداث حول نعيم الذي خرج من السجن وهو عازم على الانتقام من أرملة الرجل الذي أدخله السجن، وذلك بمساعدة زوجته دلال، ولكن بعد أن يتعرَّف على الأرملة يقرر الزواج منها لاستغلالها.
صدر الفيلم إلى دور العرض المصرية في 14 أغسطس 1972.
منح موقع قاعدة بيانات الأفلام العربية «السينما.كوم» الفيلم درجة 5.6/ 10.
اسم الفيلم على نسق اسم فيلم أُنتج عام 1967 باسم السمان والخريف.

## طاقم التمثيل
رشدي أباظة: في دور نعيم
سامية جمال: في دور دلال (عشيقة نعيم)
سناء جميل: في دور نرجس (أرملة الثري وصفي بك)
صلاح قابيل: في دور عزت (سائق نرجس)
نادية الشناوي: في دور كريمة (زوجة عزت)
توفيق الدقن: في دور لبيب
نبيلة السيد: في دور جمالات (الطباخة)
محمد صبيح: في دور قريب عزت
علي عز الدين: في دور وصفي بيه (زوج نرجس)
سيد عبد الله: في دور الدكتور مجدي
بدر نوفل: في دور سالم (البواب)
أبو الفتوح عمارة: في دور خاطف كريمة
نظيم شعراوي: في دور المحامي
صالح الإسكندراني: في دور مسجون
مطاوع عويس: في دور مسجون
بالاشتراك مع: فتحية علي - أحمد مرسي - محمد الرملي.

## أحداث الفيلم
يخرج نعيم (رشدي أباظة) من السجن، وهو عازم على الانتقام من أرملة وصفي بك (علي عز الدين) الذي تسبب في دخوله السجن. يتفق نعيم مع صديقته دلال (سامية جمال) على كيفية ابتزاز أموال نرجس (سناء جميل) أرملة وصفي بك، لذا تدعي دلال أنها شقيقة نعيم، وهي أيضا الممرضة التي يمكن أن تقوم على رعاية الأرملة نرجس. تتعدد اللقاءات بين نرجس ونعيم، وتشعر نرجس باهتمامه بها ومودته وحبه لها، لذا يقرران الزواج. يبدأ نعيم في محاولاته للتخلص من نرجس كي تؤول اليه أموالها بعد موتها، فيضع السم لها في الدواء. تتهم الشرطة سائقها عزت (صلاح قابيل) الذي كان يخاف عليها ويرعاها، ويحكم عليه. يتصور نعيم أنه قد تخلص من أهم الشخصيات التي تعتمد عليها نرجس، إلا أن عزت يلوذ بالفرار في محاولة لإثبات براءته. يصاب نعيم بخيبة أمل عندما يكتشف أن هناك وصية حررها وصفي بك قبل وفاته يتنازل فيها عن كل ممتلكاته لكريمة (نادية الشناوي) زوجة عزت، والتي هي ابنة الثري المتوفي. يحاول نعيم أن يتودد لكريمة، بل أنه يتمادى ويعلن لكريمة أنها يحبها. وتسمعه كل من دلال ونرجس. يعرف نعيم بهروب عزت، ويظل يراقب المكان، يسقط عزت في يد نعيم الذي لا يتورع في طلب غريب، حيث يقوم بتهديد عزت ويطلب منه تطليق كريمة، وإلا سوف يسلمه للشرطة. تتأكد دلال من أن نعيم أصبح شيطانًا فتقوم بقتله، لكنه وهو يسقط صريعًا ينجح في أن ينال من دلال.

## استقبال الفيلم
كتب موقع السينما  وكاروهات: «فيلم تجاري بعد بداية المخرج القوية في السراب. هذا الفيلم من ضمن أفلام المخرج الراحل أنور الشناوي والذي كان أول أفلامه فيلم»السراب" قصة نجيب محفوظ وبطولة ماجدة ونور الشريف والذي حقق نجاحا نقديا وتجاريا كبيرا ربما لجرأة موضوعه وإخراجه الجيد. لكن بعد هذا الفيلم جنح المخرج إلى الأفلام التجارية مضمونة الربح والعائد. فكان هذا الفيلم الذي ضم عمالقة الشاشة منهم رشدي أباظة وسامية جمال وسناء جميل وتوفيق الدقن وصلاح قابيل والوجه الجديد نادية الشناوي  وهي بالمناسبة ابنة المخرج. وقصة الفيلم تجارية بحتة"، ويتابع الموقع: «الفيلم جيد الإخراج والتصوير وكان أداء سناء جميل مميزا جدا وباقي الفنانين أيضا ادوا ادوارهم بإجادة. ويلاحظ أيضا أن الموسيقى التصويرية كانت علي مستوى عالي من الجودة ومناسبة تماما للفيلم.»
أعيد إنتاجه عام 1985 مع بعض التعديلات في فيلم "ولكن شيئا ما يبقى" للمخرج محمد عبد العزيز وبطولة محمود عبد العزيز ومديحة كامل ونورا."

## روابط خارجية
- الشيطان والخريف على موقع الدهليز
- الشيطان والخريف على موقع قاعدة بيانات الأفلام العربية
- الشيطان والخريف على موقع قاعدة بيانات الفيلم (الإنجليزية)
- الشيطان والخريف على موقع ليتربوكسد (الإنجليزية)
- الشيطان والخريف على موقع الدهليز
- الشيطان والخريف على موقع كاروهات

https://www.maimovie.com/movie/669420 الشيطان والخريف (فيلم)
https://www.themoviedb.org/movie/669420 الشيطان والخريف (فيلم)
https://letterboxd.com/film/al-shaytan-wal-kharif/ الشيطان والخريف (فيلم)